# Buque de carga general

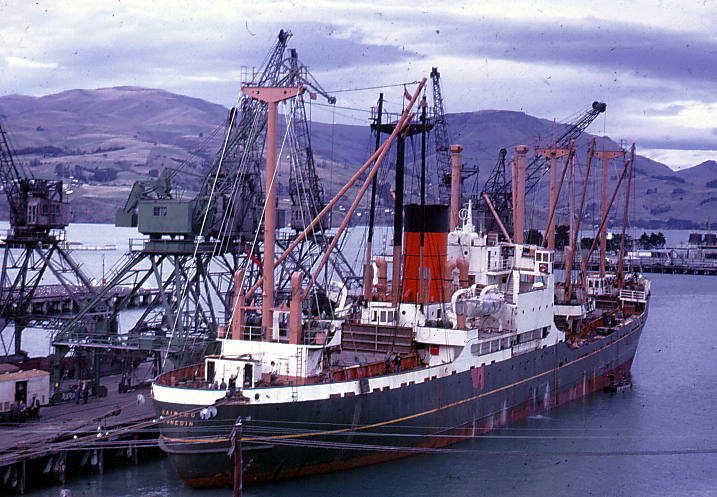
Buque de carga general (año 1968).

El buque de carga general está cayendo prácticamente en desuso; se utiliza en algunas regiones de África y países en desarrollo, en los que las estaciones portuarias se han quedado congeladas en el tiempo, y no han podido ser actualizadas a la nueva era de los buques portacontenedores. 
El buque de carga general se ha adaptado con sus bodegas a productos forestales, siderúrgicos o cargas masivas que hace antieconómico el empleo de contenedores.
Se transporta carga de todo tipo, generalmente paletizada, también pueden llevar contenedores sobre cubierta.
En la actualidad las bodegas de los buques de carga general tiende a construirse de forma prismática para facilitar las operaciones de carga, descarga y estiba eliminando los espacios fuera de boca escotilla que retrasan la operación de arrumaje y trincado.